# HMS Drottning Victoria
Le HMS Drottning Victoria ou Hans Majestäts Skepp Drottning Victoria était un cuirassé côtier de la classe Sverige, de la Marine royale suédoise. Il était très réussi et servit entre 1917 et 1959, avant d'être démoli.

## Histoire
À la suite d'un important exercice naval en 1928 de la marine russe, la marine suédoise commence à suivre le trafic radio des Russes. C'est d'abord le cuirassé côtier Svegire qui en aura la tâche avant que le HMS Drottning Victoria, en 1931, commence une interception régulière du trafic radio militaire de la marine russe. C'est l'amiral Erik Anderberg (en) qui était à l'origine de cette initiative et c'est l'officier A. F. Eriksson Scholander qui en fut chargé. Outre la surveillance russe, le HMS surveilla également les marines allemande et anglaise.

## Voir aussi

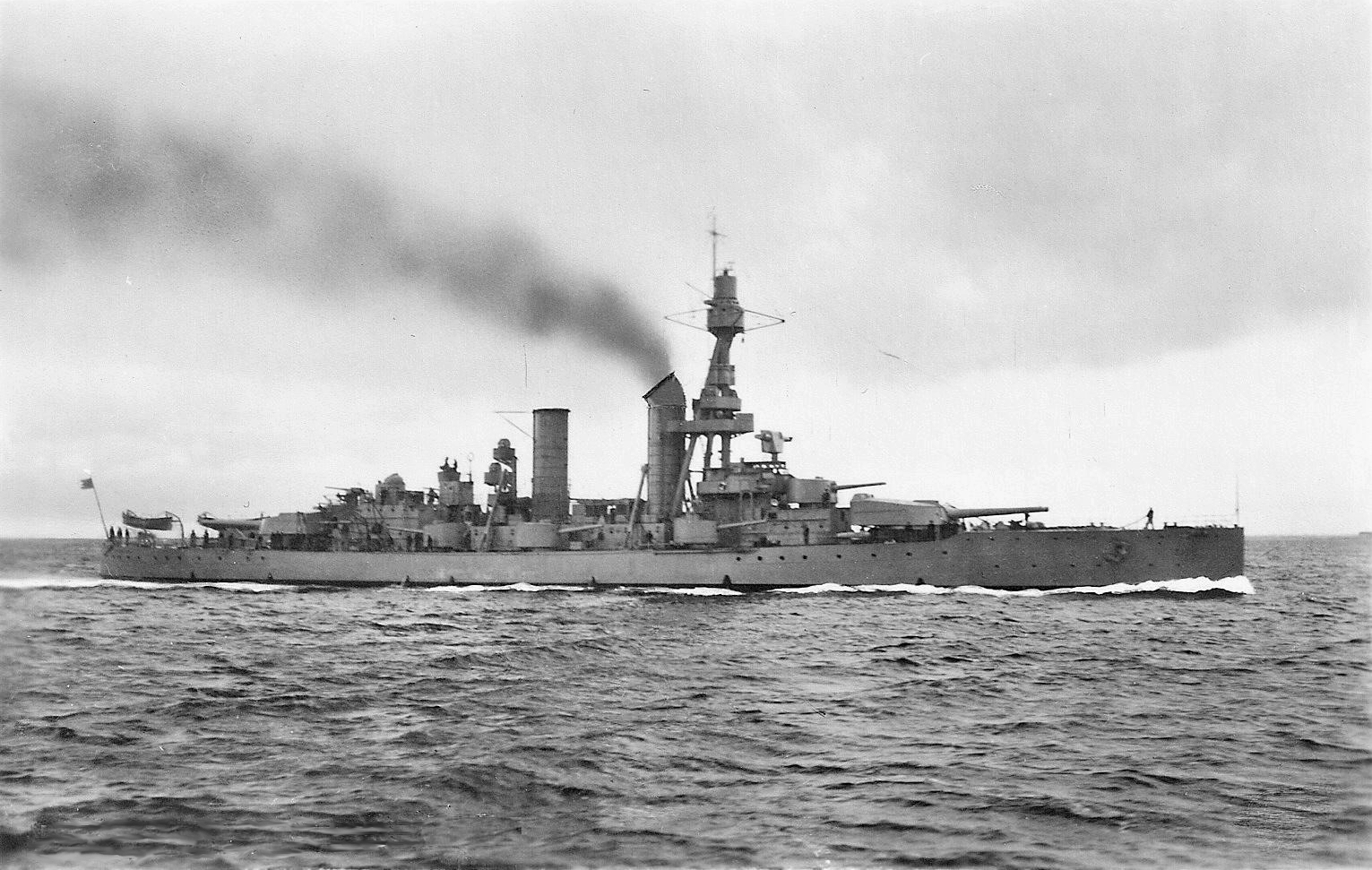
Le HMS Drottning Victoria en haute mer, en 1931.